# 小行星10774
小行星10774（10774 Eisenach）是一颗绕太阳运转的小行星，为主小行星带小行星。该小行星于1991年1月15日发现。

## 轨道参数
小行星10774的轨道半长轴为2.3994193 UA，离心率为0.165。